# Controversia por la política de nombres reales de Facebook
La Controversia por la política de nombres reales de Facebook se refiere a una política controvertida del sitio de red social Facebook, dictando que los usuarios deben registrarse usando su nombre real. La controversia surge de una política que ha afectado negativamente a los usuarios, describiéndola como penalizadores a los usuarios que de hecho están usando sus nombres reales, que Facebook ha considerado "falsos", y al mismo tiempo permiten a cualquiera crear nombres falsos pero plausibles, así como también nombres obviamente inverosímiles que comprenden combinaciones de palabras que el software de Facebook no reconoce como poco probable. Además, Facebook prohíbe a los usuarios representar nombres que según el sitio tienen "demasiadas palabras", y prohíbe inicializar nombres, evitando que los usuarios que lo hacen en la vida real formaten sus propios nombres como mejor les parezca.

## Trasfondo
La red social mantuvo su política de nombres reales para los perfiles de usuarios. De acuerdo con Facebook, la política de nombres reales postula que "de esa manera, siempre sabes con quién te estás conectando. Esto ayuda a mantener segura a nuestra comunidad" Asimismo, de acuerdo con esta política, un "nombre real" se define por "su nombre real tal como aparecería en su tarjeta de crédito, licencia de conducir o identificación de estudiante". En agosto de 2012, Facebook estimó que más de 83 millones de cuentas de Facebook eran falsas. Como resultado de esta revelación, el precio de las acciones de Facebook cayó por debajo de US$20. Facebook ha afirmado que "la identidad auténtica es importante para la experiencia de Facebook, y nuestro objetivo es que cada cuenta en Facebook represente a una persona real".

## Usuarios afectados

### Grupos étnicos

#### Nativos norteamericanos
Los nativos norteamericanos han sido un objetivo repetido de la política controvertida de Facebook.
- Robin Kills The Enemy, residente de la reserva Sioux Rosebud en Dakota del Sur, descubrió que cuando intentó registrar su apellido en su formato normal, el sitio no le permitía usarlo, por lo que recurrió a combinar las tres palabras, deletrearlas como una palabra. Después de haber sido miembro durante un tiempo, finalmente se contactó con el sitio en un intento de que su apellido se deletree tal como es en la vida real. Sin embargo, después de contactarse con Facebook, en su lugar desactivaron su cuenta sin explicación. Cuando finalmente pudo ponerse en contacto con un empleado real, le respondieron que "los nombres falsos son una violación de nuestros Términos de uso. Facebook requiere que los usuarios proporcionen sus nombres y apellidos completos". Eventualmente logró restablecer su cuenta; sin embargo, los usuarios con el apellido Kills The Enemy son, a partir de 2015, Facebook aún obliga a esos usuarios a deletrear su apellido sin espacios como una sola palabra.[7]
- Shane Creepingbear, un miembro de la tribu Kiowa en Oklahoma, informó que había sido "expulsado" de Facebook el Día de la Raza por tener un nombre supuestamente falso.[8]
- Lance Brown Eyes, un Oglala, descubrió que su cuenta había sido suspendida; cuando pudo enviar documentación a Facebook para probar su identidad, Facebook reincorporó su cuenta, pero cambió su nombre a "Lance Brown".[9]
- Dana Lone Hill (miembro de la tribu Lakota), quién había sido usuaria registrada de Facebook durante varios años, descubrió un día que su cuenta había sido suspendida. Un mensaje de Facebook dice que "parece que el nombre en su cuenta de Facebook puede no ser su nombre auténtico". Después de una semana, durante la cual tuvo que enviar su documentación personal a Facebook, se restableció el acceso a su cuenta. Desde entonces, ha amenazado con una demanda colectiva en nombre de los nativos americanos contra Facebook debido a la forma en que ejerce sus políticas de nombre.

Varios nativos norteamericanos se han opuesto a las consultas de Facebook sobre sus nombres, y a la solicitud de Facebook de que proporcionen prueba de identificación u otra documentación para usar el servicio. Activistas nativos norteamericanos afirmaron estar planeando presentar una demanda colectiva contra Facebook con respecto a la política de 'nombre real'.

#### Japoneses
En 2008, Facebook suspendió la cuenta de una mujer japonesa llamada Hiroyo Yoda, ya que consideró su apellido como tendencioso a ser confundido con el personaje Yoda de Star Wars.

#### Irlandeses
Misneach inició una petición en Change.org para demandar el derecho de usar los nombres irlandeses en Facebook, y protestaron en las afueras de las oficinas europeas de Facebook en Dublín el 7 de octubre de 2015.

#### Galéicos escoceses
En 2015, un policía retirado de habla gaélica ganó el derecho de usar su nombre gaélico en Facebook, a pesar de que no era su nombre legal. Algunos apellidos gaélicos escoceses, como NicIllAnndrais, contienen más de dos letras mayúsculas y Facebook todavía no los permite.

#### Chamorros
En la cultura Chamorro de las Islas Marianas, los estándares de nombres de personas indican usar el apellido de soltera de su madre como su segundo nombre. (después de haber sido colonizada por España, pasó por un período en el que los nombres indígenas y las convenciones de nombres fueron erradicados por la fuerza y reemplazados por lo que los conquistadores españoles consideraron aceptables) Además, usar el nombre completo en lugar de simplemente el primero y el último es un algo común, aunque solo sea para propósitos de desambiguación debido a un grupo relativamente pequeño de apellidos. Por lo tanto, los segundos nombres como De Leon Guerrero y De La Cruz se encuentran con frecuencia. Sin embargo, intentar registrar dichos nombres como el segundo nombre da como resultado un mensaje que le dice a los usuarios que "Los nombres no pueden tener demasiadas palabras". Por lo tanto, muchos usuarios de chamorros se ven obligados a ejecutar todas las palabras juntas como si fueran una sola palabra, o para inicializar cada palabra en un acrónimo común como DLG o DLC.
En los casos en que se utiliza el acrónimo, Facebook cambia automáticamente a letras minúsculas, excepto la primera. (El uso de períodos, por ejemplo D.L.G., dará como resultado un mensaje que indica a los usuarios que "los nombres de perfil no pueden tener demasiados períodos"). Por lo tanto, alguien comúnmente conocido en la vida real por un nombre como Mary De Leon Guerrero Mafnas tendría que recurrir a usar lo que en Facebook terminaría siendo "Mary Dlg Mafnas". El mensaje no está acompañado por una opción para impugnar / apelar la restricción o enviar documentación de Facebook que el formato es como uno normalmente formatea su nombre en la vida real.

#### Vietnamitas
En enero de 2015, un empleado bancario australiano de 23 años que afirmaba ser llamado Phuc Dat Bich publicó una foto de su página de identificación de pasaporte en Facebook, protestando porque la compañía había cerrado injustamente su cuenta por ser "falsa y engañosa". "Es porque soy asiático? Es eso?" preguntó. La BBC informó que en vietnamita el nombre se pronuncia de manera similar a "Phoo Da Bi" (IPA: /fukp˦˥ ɗat˩ ɓic˦˥/). Después de su reincorporación, Bich publicó una nota de agradecimiento a los entusiastas fanáticos de Facebook, afirmando que estaba "contento y honrado de poder hacer feliz a la gente simplemente haciéndoles reír ante algo que parece escandaloso y ridículo". Posteriormente, "Phuc Dat Bich" publicó otro mensaje admitiendo que era un engaño.

#### Tamiles
Los tamiles no tienen apellidos: tienen el nombre de su padre, madre, o ambos como iniciales. Esta práctica de nomenclatura estándar no ha sido reconocida por Facebook.

### Usuarios transgénero
La política de nombres reales de Facebook no refleja el uso de nombres o pseudónimos usados por la comunidad LGBT, por lo que Facebook suspendió varias cuentas considerándolas como falsas.
Las personas transgénero también se han visto afectadas por esta política, incluyendo una exempleada de Facebook que inició el desarrollo de las opciones de género personalizadas de dicha red social, quien fue suspendida el día que la Corte Suprema de los Estados Unidos dictaminó en el caso Obergefell v. Hodges, el cual indica que la prohibición de matrimonios entre personas del mismo sexo es inconstitucional.  Según el activista no conforme con el género, D. Dragonetti, Facebook incluso ignoró su identificación gubernamental cuando se le proporcionó.

El 1 de octubre de 2014, Chris Cox, Director de Producto en Facebook, ofreció una disculpa a la comunidad LGBT y drag kings y queens:
«En las dos semanas transcurridas desde que surgieron los problemas de las políticas de nombres reales, hemos tenido la oportunidad de escuchar a muchos de ustedes en estas comunidades y entender la política más claramente a medida que la experimentan. También hemos llegado a comprender cuán doloroso ha sido esto. Le debemos un mejor servicio y una mejor experiencia al usar Facebook, y vamos a corregir la forma en que se maneja esta política para que todos los afectados aquí puedan volver a usar Facebook tal como era.»

### Usuarios dedicados a la persecución religiosa
Los usuarios seculares, ateos, agnósticos, humanistas o los usuarios que comentan o escriben opiniones expresivas de determinadas religiones, sectas o religiones en general, así como las personas religiosas que expresan puntos de vista opuestos que critican el ateísmo o el agnosticismo muy a menudo tienen una necesidad legítima de usar un alias. Algunos de estos usuarios podrían sufrir rechazo, represalia o violencia si se conocen sus puntos de vista, contrarios a los de su familia, amigos o comunidad. En algunos casos, los blogueros seculares están expuestos a encarcelamiento por parte de un gobierno intolerante, a ataques violentos en la calle o incluso a ser asesinados por fanáticos religiosos. Ejemplos son el encarcelamiento de activista y bloguero Raif Badawi en Arabia Saudita y una serie de ataques y asesinatos de activistas seculares en Bangladés o Pakistán.

### Alter egoestablecidos en línea
Los artistas del mundo virtual y los propietarios de negocios también han sido blanco de Facebook. Aunque el uso de identidades basadas en sitios en línea como Second Life y IMVU, han sido descartado como juegos de rol de videojuegos, muchas personas generan ingresos en el mundo real a través de estas comunidades virtuales.

## Reacciones
El grupo internacional de derechos digitales Electronic Frontier Foundation afirma que estaban "alarmados al escuchar que la política de 'nombre real' de Facebook está afectando desproporcionadamente a la comunidad LGBTQ".
La revista en línea Queerty calificó la política de Facebook como "una extralimitación francamente espeluznante de la autoridad" y agregó que "hay un millón de razones por las cuales alguien elegiría autoidentificarse con un nombre diferente al que está impreso en su certificado de nacimiento. Y realmente, no es asunto suyo. en primer lugar."
Una entrevista para la revista MAGE, la empresaria de Second Life Jennifer Ceara Firehawk declaró: "Si no usamos nuestra página para maltratar o lastimar a otros, simplemente deben dejarnos en paz. No estamos lastimando a nadie ... FB no se da cuenta de que algunas personas con SL ganan lindes para convertirse en RL (real vida) y una vez que obligue a una persona a cambiar el nombre SL, perderá dinero debido a que no podrá encontrarlos en FB o SL, ya que pueden usar FB para su negocio [sic] o anuncie. Así que terminan perdiendo negocios [sic] y dinero ".
Olivia LaGarce inició una petición en Change.org en línea petition llamada "Permitir a los artistas utilizar sus nombres artísticos en sus cuentas de Facebook".

## Compromiso para proteger a aquellos en circunstancias especiales
El 15 de diciembre de 2015, Facebook anunció en un comunicado de prensa que estaría comprometiendo su política de nombre real después de las protestas de grupos como la comunidad LGBTQ y las víctimas de abuso. El sitio está desarrollando un protocolo que permitirá a los miembros proporcionar detalles sobre su "circunstancia especial" o "situación única" con una solicitud para utilizar seudónimos, sujeto a la verificación de sus verdaderas identidades. En ese momento, esto ya se estaba probando en Todd Gage, gerente de productoy vicepresidente de operaciones globales. Justin Osofsky también prometió un nuevo método para reducir el número de miembros que deben pasar por la verificación de identidad y garantizar la seguridad de otros en Facebook. El procedimiento de denuncia de nombre falso también se modificará, lo que obligará a cualquier persona que haga tal denuncia a proporcionar detalles que se investigarían y le daría al acusado tiempo individual para disputar la acusación.
Esta medida fue criticada por Electronic Frontier Foundation, quien señaló que obliga a los usuarios más vulnerables a revelar detalles íntimos de sus vidas personales. Además, a partir de enero de 2018, no hay evidencia en las políticas de Facebook de que esta medida haya sido implementada alguna vez.

## Lista de cuentas notables suspendidas por Facebook
- Mark S. Zuckerberg, abogado[34]
- Bebe Sweetbriar, drag queen y activista[35]
- Heklina, drag queen y empresario[36]
- Sister Roma, drag queen y director de arte pornográfico[37][38][39]
- Stovepipe Perkins[40][41]
- R. U. Sirius, columnista y celebridad[42][43]

## Lectura adicional
- Haimson, Oliver L.; Hoffmann, Anna Lauren (2016). «Constructing and enforcing 'authentic' identity online: Facebook, real names, and non-normative identities». First Monday 21 (6). doi:10.5210/fm.v21i6.6791.
- MacAulay, Maggie; Moldes, Marcos Daniel (2016). «Queen don't compute: reading and casting shade on Facebook's real names policy». Critical Studies in Media Communication 33 (1): 6-22. doi:10.1080/15295036.2015.1129430.